# Copa América 1993
Copa América 1993 – trzydzieste szóste mistrzostwa kontynentu południowoamerykańskiego, odbyły się w dniach 15 czerwca–4 lipca 1993 roku po raz trzeci w Ekwadorze. W turnieju zagrało po raz pierwszy dwanaście zespołów. Postanowiono zaprosić pierwszy raz zespoły spoza kontynentu południoamerykańskiego, drużyny ze strefy CONCACAF – Meksyk i Stany Zjednoczone. Zmieniono też zasady turnieju - drużyny podzielono na trzy czterozespołowe grupy. Zwycięzcy, drugie drużyny w grupie i dwa najlepsze zespoły z trzecich miejsc w grupach awansowali do ćwierćfinałów. Zwycięzcy ćwierćfinałów awansowali do półfinału, zaś drużyny wygrane z półfinałów awansowały do finału, a przegrane grali w meczu o trzecie miejsce. Wszystkie mecze rozgrywano w Quito na stadionie Atahualpa, w Ambato na stadionie Bella Vista, w Cuenca na stadionie Alejandro Serrano Aguilar, w Machali na stadionie Nueve de Mayo, w Guayaquil na Capwell oraz Monumental i w Portoviejo na Reales Tamarindos.

## Uczestnicy

### Argentyna
| Nr                                      | Zawodnik                  | Klub                         |
| --------------------------------------- | ------------------------- | ---------------------------- |
| 1                                       | Sergio Javier Goycochea   | Club Olimpia                 |
| 2                                       | Sergio Fabian Vázquez     | CD Universidad Católica      |
| 3                                       | Ricardo Daniel Altamirano | River Plate                  |
| 4                                       | Fabián Armando Basualdo   | River Plate                  |
| 5                                       | Fernando Carlos Redondo   | Tenerife Santa Cruz          |
| 6                                       | Oscar Alfredo Ruggeri     | Club América                 |
| 7                                       | Ramón Ismael Medina Bello | River Plate                  |
| 8                                       | Darío Javier Franco       | Real Saragossa               |
| 9                                       | Gabriel Omar Batistuta    | ACF Fiorentina               |
| 10                                      | Diego Pablo Simeone       | Sevilla FC                   |
| 11                                      | Néstor Raúl Gorosito      | San Lorenzo de Almagro       |
| 12                                      | Luis Alberto Islas        | CA Independiente             |
| 13                                      | Fernando Gabriel Cáceres  | River Plate                  |
| 14                                      | Néstor Oscar Craviotto    | CA Independiente             |
| 15                                      | Jorge Horacio Borelli     | Racing Club de Avellaneda    |
| 16                                      | Claudio Omar García       | Racing Club de Avellaneda    |
| 17                                      | Gustavo Miguel Zapata     | River Plate                  |
| 18                                      | Alberto Federico Acosta   | Boca Juniors                 |
| 19                                      | Julio Alberto Zamora      | Newell’s Old Boys Rosario    |
| 20                                      | Leonardo Adrián Rodríguez | Atalanta BC                  |
| 21                                      | Norberto Scoponi          | Newell’s Old Boys Rosario    |
| 22                                      | Alejandro Victor Mancuso  | Boca Juniors                 |
| 23                                      | José Horacio Basualdo     | Vélez Sarsfield Buenos Aires |
| Trener: Alfio Rubén Oscar Carlos Basile |                           |                              |

### Boliwia
| Nr                                  | Zawodnik                  | Klub                  |
| ----------------------------------- | ------------------------- | --------------------- |
| 1                                   | Ruben Darío Rojas         | Oriente Petrolero     |
| 2                                   | Juan Manuel Peña          | Club Blooming         |
| 3                                   | Marco Antonio Sandy       | Club Bolívar          |
| 4                                   | Miguel Angel Rimba        | Club Bolívar          |
| 5                                   | Gustavo Domingo Quinteros | CD San José           |
| 6                                   | Carlos Fernando Borja     | Club Bolívar          |
| 7                                   | Johnny Robert Villarroel  | Club The Strongest    |
| 8                                   | José Milton Melgar        | Club Bolívar          |
| 9                                   | Álvaro Guillermo Peña     | Deportes Temuco       |
| 10                                  | Marco Antonio Etcheverry  | Club Bolívar          |
| 11                                  | Jaime Moreno              | Club Blooming         |
| 12                                  | Marcelo Ernesto Torrico   | Club The Strongest    |
| 13                                  | Modesto Soruco            | Club Blooming         |
| 14                                  | Juan Carlos Ríos          | Ciclón Tarija         |
| 15                                  | Roberto Pérez             | CD San José           |
| 16                                  | Luis Héctor Cristaldo     | Oriente Petrolero     |
| 17                                  | Luis William Ramallo      | Destroyers Santa Cruz |
| 18                                  | Miguel Ángel Noro         | Destroyers Santa Cruz |
| 19                                  | Ivan Sabino Castillo      | Club Bolívar          |
| 20                                  | Ramiro Castillo           | Club The Strongest    |
| 21                                  | Erwin Sánchez             | Boavista Porto        |
| 22                                  | Julio César Baldivieso    | Club Bolívar          |
| Trener: Xavier Francisco Askargorta |                           |                       |

### Brazylia
| Nr                                    | Zawodnik                         | Klub                 |
| ------------------------------------- | -------------------------------- | -------------------- |
| 1                                     | Cláudio Taffarel                 | AC Parma             |
| 2                                     | Cafu                             | São Paulo            |
| 3                                     | Antônio Carlos Zago              | SE Palmeiras         |
| 4                                     | Válber                           | São Paulo            |
| 5                                     | César Sampaio                    | SE Palmeiras         |
| 6                                     | Roberto Carlos                   | SE Palmeiras         |
| 7                                     | Edmundo                          | SE Palmeiras         |
| 8                                     | Marcos Antônio Boiadeiro         | Cruzeiro EC          |
| 9                                     | Luís Antônio Corrêa da Costa     | São Paulo            |
| 10                                    | Jorge Ferreira da Silva          | São Paulo            |
| 11                                    | Zinho                            | SE Palmeiras         |
| 12                                    | Carlos Roberto Gallo             | Portuguesa São Paulo |
| 13                                    | Luis Carlos Winck                | Grêmio Porto Alegre  |
| 14                                    | Luís Henrique Pereira dos Santos | Corinthians Paulista |
| 15                                    | Paulão                           | Grêmio Porto Alegre  |
| 16                                    | Zetti                            | São Paulo            |
| 17                                    | Luis Carlos Quintanilha          | CR Vasco da Gama     |
| 18                                    | Marcos Corrêa dos Santos         | CR Flamengo          |
| 19                                    | Edílson da Silva Ferreira        | SE Palmeiras         |
| 20                                    | Almir de Souza Fraga             | Santos FC            |
| 21                                    | Viola                            | Corinthians Paulista |
| 22                                    | Elivélton                        | São Paulo            |
| Trener: Carlos Alberto Gomes PARREIRA |                                  |                      |

### Chile
| Nr                   | Zawodnik                 | Klub                      |
| -------------------- | ------------------------ | ------------------------- |
| 1                    | Patricio Toledo          | CD Universidad Católica   |
| 2                    | Gabriel Rafael Mendoza   | CSD Colo-Colo             |
| 3                    | Eduardo Enrique Vilches  | CSD Colo-Colo             |
| 4                    | Javier Luciano Margas    | CSD Colo-Colo             |
| 5                    | Miguel Mauricio Ramírez  | CSD Colo-Colo             |
| 6                    | Jaime Augusto Pizarro    | CSD Colo-Colo             |
| 7                    | Luis Richard Zambrano    | Club Universidad de Chile |
| 8                    | Mario Enrique Lepe       | CD Universidad Católica   |
| 9                    | Iván Luis Zamorano       | Real Madryt               |
| 10                   | Fabián Raphael Estay     | Club Universidad de Chile |
| 11                   | Marcelo Vega             | Unión Española            |
| 12                   | Marcelo Antonio Ramírez  | CSD Colo-Colo             |
| 13                   | Fernando Andrés Cornejo  | Cobreloa                  |
| 14                   | Daniel López             | CD Universidad Católica   |
| 15                   | Luis Eduardo Musrri      | Club Universidad de Chile |
| 16                   | Nelson Rodrigo Parraguez | CD Universidad Católica   |
| 17                   | Fabián Rodrigo Guevara   | Club Universidad de Chile |
| 18                   | Ricardo González         | Unión Española            |
| 19                   | Marco Antonio Figueroa   | Cobreloa                  |
| 20                   | Jose Luis Sierra         | Unión Española            |
| 21                   | Juan Castillo            | Unión Española            |
| 22                   | Rodrigo Hernán Barrera   | CD Universidad Católica   |
| Trener: Arturo Salah |                          |                           |

### Ekwador
| Nr                      | Zawodnik                 | Klub                  |
| ----------------------- | ------------------------ | --------------------- |
| 1                       | Jacinto Alberto Espinoza | Delfín Manta          |
| 2                       | Jimmy Gustavo Montanero  | Barcelona SC          |
| 3                       | Hólger Abraham Quiñónez  | Deportivo Pereira     |
| 4                       | Byron Zózimo Tenorio     | Barcelona SC          |
| 5                       | Héctor Jhonny Carabalí   | Barcelona SC          |
| 6                       | Luis Enrique Capurro     | Cerro Porteño         |
| 7                       | Carlos Antonio Muñoz     | Barcelona SC          |
| 8                       | Nixon Aníbal Carcelén    | Deportivo Quito       |
| 9                       | Estiguar Eduardo Hurtado | CSD Colo-Colo         |
| 10                      | Alex Darío Aguinaga      | Necaxa Aguascalientes |
| 11                      | Angel Santiago Fernández | Emelec Guayaquil      |
| 12                      | Víctor Mendoza           | Barcelona SC          |
| 13                      | Máximo Wilson Tenorio    | Emelec Guayaquil      |
| 14                      | Ney Raúl Avilés          | Barcelona SC          |
| 15                      | José Eduardo Gavica      | Barcelona SC          |
| 16                      | Cléber Manuel Chalá      | CD El Nacional        |
| 17                      | Eduardo Zambrano         | LDU Quito             |
| 18                      | Dannes Arsenio Coronel   | Emelec Guayaquil      |
| 19                      | Luis Cherrez             | CD El Nacional        |
| 20                      | Iván Jacinto Hurtado     | Emelec Guayaquil      |
| 21                      | José María Guerrero      | CD El Nacional        |
| 22                      | Raúl Alfredo Noriega     | Barcelona SC          |
| Trener: Dušan Drašković |                          |                       |

### Kolumbia
| Nr                                 | Zawodnik                  | Klub                   |
| ---------------------------------- | ------------------------- | ---------------------- |
| 1                                  | Óscar Eduardo Córdoba     | Once Caldas            |
| 2                                  | Oscar Fernando Cortés     | Millonarios FC         |
| 3                                  | Alexis Antonio Mendoza    | Atlético Junior        |
| 4                                  | Luis Fernando Herrera     | Atlético Nacional      |
| 5                                  | Herman Gaviria            | Atlético Nacional      |
| 6                                  | Gabriel Jaime Gómez       | Atlético Nacional      |
| 7                                  | Orlando Maturana          | América Cali           |
| 8                                  | Alexis Enrique García     | Atlético Nacional      |
| 9                                  | Víctor Hugo Aristizábal   | Atlético Nacional      |
| 10                                 | Carlos Alberto Valderrama | Atlético Junior        |
| 11                                 | José Adolfo Valencia      | Independiente Santa Fe |
| 12                                 | Farid Camilo Mondragón    | Deportivo Cali         |
| 13                                 | Víctor Danilo Pacheco     | Atlético Junior        |
| 14                                 | Leonel de Jesús Alvarez   | América Cali           |
| 15                                 | Luis Carlos Perea         | Independiente Medellín |
| 16                                 | John Harold Lozano        | América Cali           |
| 17                                 | Faustino Hernán Asprilla  | AC Parma               |
| 18                                 | Diego León Osorio         | Atlético Nacional      |
| 19                                 | Freddy Eusebio Rincón     | América Cali           |
| 20                                 | Wilson Enrique Pérez      | América Cali           |
| 21                                 | José Ricardo Pérez        | Millonarios FC         |
| 22                                 | José María Pazo           | Atlético Junior        |
| Trener: Francisco Antonio Maturana |                           |                        |

### Meksyk
| Nr                         | Zawodnik               | Klub                  |
| -------------------------- | ---------------------- | --------------------- |
| 1                          | Jorge Campos           | UNAM Meksyk           |
| 2                          | Claudio Suárez         | UNAM Meksyk           |
| 3                          | Juan de Dios Ramírez   | UNAM Meksyk           |
| 4                          | Marcos Ignacio Ambriz  | Necaxa Aguascalientes |
| 5                          | Jesús Ramón Ramírez    | Santos Laguna Torreón |
| 6                          | Miguel Ernesto Herrera | Atlante FC            |
| 7                          | David Patiño           | UNAM Meksyk           |
| 8                          | Alberto García Aspe    | Necaxa Aguascalientes |
| 9                          | Hugo Sánchez           | Club América          |
| 10                         | Luis García Postigo    | Atlético Madryt       |
| 11                         | Luis Roberto Alves     | Necaxa Aguascalientes |
| 12                         | Alex García            | Club América          |
| 13                         | Miguel España          | UNAM Meksyk           |
| 14                         | Carlos Turrubiates     | León                  |
| 15                         | Luis Enrique Flores    | Atlas Guadalajara     |
| 16                         | Juan Hernández         | Club América          |
| 17                         | Benjamín Galindo       | Chivas Guadalajara    |
| 18                         | Guillermo Muñoz        | Monterrey             |
| 19                         | Daniel Guzmán          | Atlante FC            |
| 20                         | Abraham Nava           | UNAM Meksyk           |
| 21                         | Raúl Gutiérrez         | Atlante FC            |
| 22                         | Nicolás Navarro        | Necaxa Aguascalientes |
| Trener: Miguel Mejía Barón |                        |                       |

### Paragwaj
| Nr                       | Zawodnik                  | Klub                         |
| ------------------------ | ------------------------- | ---------------------------- |
| 1                        | José Luis Félix Chilavert | Vélez Sarsfield Buenos Aires |
| 2                        | Teófilo Barrios           | Talleres Córdoba             |
| 3                        | Mario César Ramírez       | Club Olimpia                 |
| 4                        | Celso Rafael Ayala        | Club Olimpia                 |
| 5                        | Silvio Suárez             | Club Olimpia                 |
| 6                        | Carlos Alberto Gamarra    | Cerro Porteño                |
| 7                        | Estanislao Struway        | Cerro Porteño                |
| 8                        | Gustavo Angel Sotelo      | Cerro Porteño                |
| 9                        | Luis Alberto Monzón       | Club Olimpia                 |
| 10                       | Roberto Cabañas           | Boca Juniors                 |
| 11                       | Carlos Torres             | Racing Club de Avellaneda    |
| 12                       | Derlis Venancio Gómez     | Club Sol de América          |
| 13                       | Andres Duarte             | Cerro Porteño                |
| 14                       | Juan Ramón Jara           | Club Olimpia                 |
| 15                       | Juan Carlos Villamayor    | Club Guaraní                 |
| 16                       | Carlos Vidal Sanabria     | Club Olimpia                 |
| 17                       | Roberto Miguel Acuña      | Club Nacional                |
| 18                       | Jorge Amado Nunes         | Universitario Lima           |
| 19                       | Gabriel González          | Club Olimpia                 |
| 20                       | Virgilio Romero Ferreira  | Cerro Porteño                |
| 21                       | Marcial Alberto Garay     | Club Olimpia                 |
| 22                       | Celso Guerrero            | Club Libertad                |
| Trener: Alicio Solalinde |                           |                              |

### Peru
| Nr                       | Zawodnik                 | Klub                  |
| ------------------------ | ------------------------ | --------------------- |
| 1                        | Miguel Eduardo Miranda   | Club Sporting Cristal |
| 2                        | César Augusto Charún     | Universitario Lima    |
| 3                        | Jorge Antonio Soto       | Club Sporting Cristal |
| 4                        | Juan Máximo Reynoso      | Universitario Lima    |
| 5                        | José Alberto Soto        | Alianza Lima          |
| 6                        | Percy Celso Olivares     | Club Sporting Cristal |
| 7                        | Alvaro Barco             | Cobreloa              |
| 8                        | José Luis Carranza       | Universitario Lima    |
| 9                        | Mario Antonio Rodríguez  | Alianza Lima          |
| 10                       | Juan Carlos Zubzuck      | Universitario Lima    |
| 11                       | Pablo César Zegarra      | Club Sporting Cristal |
| 12                       | Roberto Martínez         | Universitario Lima    |
| 13                       | Roberto Carlos Palacios  | Club Sporting Cristal |
| 14                       | Julio César Rivera       | Club Sporting Cristal |
| 15                       | Darío Teodoro Muchotrigo | Alianza Lima          |
| 16                       | Flavio Francisco Maestri | Club Sporting Cristal |
| 17                       | Waldir Alejandro Sáenz   | Alianza Lima          |
| 18                       | Andrés Aurelio González  | Universitario Lima    |
| 19                       | Agapito Rodríguez        | Alianza Lima          |
| 20                       | José Guillermo Del Solar | Tenerife Santa Cruz   |
| 21                       | Luis Germán Carty        | Sport Boys Callao     |
| Trener: Vladimir Popović |                          |                       |

### Stany Zjednoczone
| Nr                          | Zawodnik          | Klub                         |
| --------------------------- | ----------------- | ---------------------------- |
| 1                           | Tony Meola        | Fort Lauderdale Strikers     |
| 2                           | Mike Lapper       | niezrzeszony                 |
| 3                           | John Doyle        | Örgryte IS                   |
| 4                           | Bruce Murray      | niezrzeszony                 |
| 5                           | Cle Kooiman       | Cruz Azul                    |
| 6                           | -                 | -                            |
| 7                           | Peter Woodring    | Hamburger SV                 |
| 8                           | Dominic Kinnear   | San Francisco Bay Blackhawks |
| 9                           | Tab Ramos         | Real Betis                   |
| 10                          | Peter Vermes      | UE Figueres                  |
| 11                          | Jean Harbor       | Tampa Bay Rowdies            |
| 12                          | Jeff Agoos        | niezrzeszony                 |
| 13                          | Cobi Jones        | niezrzeszony                 |
| 14                          | Joe-Max Moore     | niezrzeszony                 |
| 15                          | Desmond Armstrong | Maryland Bays                |
| 16                          | Mike Sorber       | niezrzeszony                 |
| 17                          | Mark Chung        | niezrzeszony                 |
| 18                          | Brad Friedel      | niezrzeszony                 |
| 19                          | Chris Henderson   | niezrzeszony                 |
| 20                          | Paul Caligiuri    | niezrzeszony                 |
| 21                          | Fernando Clavijo  | niezrzeszony                 |
| 22                          | Alexi Lalas       | niezrzeszony                 |
| Trener: Velibor Milutinović |                   |                              |

### Urugwaj
| Nr                   | Zawodnik                      | Klub                        |
| -------------------- | ----------------------------- | --------------------------- |
| 1                    | Robert Dante Siboldi          | Atlas Guadalajara           |
| 2                    | Daniel Florencio Sánchez      | Danubio FC                  |
| 3                    | Fernando Alfredo Kanapkis     | Deportivo Mandiyú           |
| 4                    | Guillermo Sanguinetti         | Gimnasia y Esgrima La Plata |
| 5                    | Santiago Javier Ostolaza      | Gallos Blancos Querétaro    |
| 6                    | Cecilio De Los Santos         | Club América                |
| 7                    | Walter Luis Peletti           | CA Huracán                  |
| 8                    | Héctor Eduardo Morán          | Deportivo Mandiyú           |
| 9                    | Hugo Romeo Guerra             | Gimnasia y Esgrima La Plata |
| 10                   | Marcelo Saralegui             | Torino Calcio               |
| 11                   | Adrián Gustavo Paz            | Estudiantes La Plata        |
| 12                   | Oscar Julio Ferro             | CA Peñarol                  |
| 13                   | Héctor Ignacio Rodríguez Peña | Defensor Sporting           |
| 14                   | Eber Alejandro Moas           | CA Independiente            |
| 15                   | Nelson Alcides Cabrera        | Danubio FC                  |
| 16                   | Alvaro Gutiérrez              | Club Nacional de Football   |
| 17                   | Jorge Walter Barrios          | Montevideo Wanderers        |
| 18                   | Jorge Orosmán da Silva        | América Cali                |
| 19                   | Fabian Alberto O’Neill        | Club Nacional de Football   |
| 20                   | José Oscar Herrera            | Cagliari Calcio             |
| 21                   | Enzo Francescoli              | Cagliari Calcio             |
| 22                   | Ruben Sosa                    | Inter Mediolan              |
| Trener: Luis Cubilla |                               |                             |

### Wenezuela
| Nr                       | Zawodnik                   | Klub                  |
| ------------------------ | -------------------------- | --------------------- |
| 1                        | José Gómez                 | Mineros Guayana       |
| 2                        | Carlos José García         | UAT San Cristóbal     |
| 3                        | Miguel Àngel Echenausi     | Caracas               |
| 4                        | Marcos Mathías             | Trujillanos Valera    |
| 5                        | Sergio Alejandro Hernández | UAT San Cristóbal     |
| 6                        | Leonardo Enrique Lupi      | Trujillanos Valera    |
| 7                        | Leonardo Alberto González  | Trujillanos Valera    |
| 8                        | Oswaldo Palencia           | Estudiantes Mérida    |
| 9                        | José Dolgetta              | UAT San Cristóbal     |
| 10                       | Wilson Arcangel Chacón     | UAT San Cristóbal     |
| 11                       | Carlos Contreras           | UAT San Cristóbal     |
| 12                       | Félix José Golindano       | Trujillanos Valera    |
| 13                       | Luis Manuel Filosa         | Mineros Guayana       |
| 14                       | Miguel Cordero             | Portuguesa FC         |
| 15                       | Ricardo Milillo            | Estudiantes Mérida    |
| 16                       | José Alexander Echenique   | UAT San Cristóbal     |
| 17                       | Edson José Rodríguez       | Marítimo Caracas      |
| 18                       | Juan Enrique García        | Minerven Puerto Ordaz |
| 19                       | Stalin José Rivas          | Standard Liège        |
| 20                       | Juan Castellano            | Marítimo Caracas      |
| 21                       | -                          | -                     |
| 22                       | Rafael Edgar Dudamel       | ULA Mérida            |
| Trener: Ratomir Dujković |                            |                       |

## Mecze

### Grupa A

#### Ekwador–Wenezuela
| EKWADOR – WENEZUELA 6:1 (2:0) |
| --- |
| 15 czerwca 1993, Quito, Estadio Atahualpa (widzów 45 tys.)                                                                                            |
| Sędzia: Francisco Lamolina |
| EKWADOR: Espinoza – Montanero (75 I.Hurtado), Noriega, Capurro, Muńoz – Carabalí, Carcelén, Aguinaga, Fernández – E.Hurtado, Avilés (70 Gavica)       |
| WENEZUELA: Dudamel – C.García, Mathías, González, Echenausi – Hernández, Milillo, Rodriguez (56 Contreras), Rivas – J.García (56 Palencia), Dolguetta |
| Bramki: 1:0 Muńoz 19, 2:0 Noriega 32w, 3:0 Fernández 57, 4:0 E.Hurtado 65g, 4:1 Dolguetta 79, 5:1 Fernández 81, 6:1 Aguinaga 84                       |
| Czerwone kartki: – / C.García 62 |

#### Urugwaj–Stany Zjednoczone
| URUGWAJ – STANY ZJEDNOCZONE 1:0 (0:0) |
| --- |
| 16 czerwca 1993, Ambato, Estadio Bella Vista (widzów 25 tys.)                                                                                 |
| Sędzia: Alberto Tejada |
| URUGWAJ: Siboldi – Sanguinetti, Sánchez, Kanapkis, De los Santos – Ostolaza, Morán (73 Moas), Saralegui, Peletti – Da Silva, Paz (82 O’Neill) |
| STANY ZJEDNOCZONE: Friedel – Armstrong (41 Agoos), Clavijo, Kooiman, Lapper, Caligiuri – Jones, Lalas, Woodring (61 Murray), Ramos – Harbor   |
| Bramki: 1:0 Ostolaza 50g |

#### Urugwaj–Wenezuela
| URUGWAJ – WENEZUELA 2:2 (1:1) |
| --- |
| 19 czerwca 1993, Ambato, Estadio Bella Vista (widzów 15 tys.)                                                                                      |
| Sędzia: Pablo Peña |
| URUGWAJ: Siboldi – Sanguinetti, Sánchez, Kanapkis, De los Santos – Ostolaza, Morán (76 Guerra), Saralegui, Peletti (62 Moas) – Da Silva, Paz       |
| WENEZUELA: Gómez – Filosa, Mathías, González, Echenique – Hernández, Milillo, Echenausi, Rivas – Palencia (85 Contreras), Dolguetta (75 Rodríguez) |
| Bramki: 0:1 Dolguetta 10, 1:1 Saralegui 23, 1:2 Rivas 72, 2:2 Kanapkis 79g                                                                         |

#### Ekwador–Stany Zjednoczone
| EKWADOR – STANY ZJEDNOCZONE 2:0 (2:0) |
| --- |
| 19 czerwca 1993, Quito, Estadio Atahualpa (widzów 45 tys.)                                                                                      |
| Sędzia: Iván Guerrero |
| EKWADOR: Espinoza – Montanero, Noriega (40 B.Tenorio), Capurro, Muńoz – Carabalí, Carcelén, Aguinaga, Fernández – E.Hurtado, Avilés (64 Gavica) |
| STANY ZJEDNOCZONE: Friedel – Doyle, Clavijo, Kooiman, Lapper – Agoos, Jones, Lalas, Ramos – Murray (60 Harbor), Henderson (69 Kinnear)          |
| Bramki: 1:0 Avilés 11, 2:0 E.Hurtado 35 |

#### Wenezuela–Stany Zjednoczone
| WENEZUELA – STANY ZJEDNOCZONE 3:3 (0:2) |
| --- |
| 22 czerwca 1993, Quito, Estadio Atahualpa (widzów 45 tys.)                                                                                        |
| Sędzia: Alberto Tejada |
| WENEZUELA: Gómez – C.García, Mathías, González, Echenique (84 Milillo) – Hernández, Echenausi, Filosa (45 Rodriguez), Rivas – Palencia, Dolguetta |
| STANY ZJEDNOCZONE: Friedel – Clavijo, Kooiman, Doyle, Caligiuri – Jones (64 Murray), Lalas, Vermes, Ramos – Kinnear (70 Harbor), Henderson        |
| Bramki: 0:1 Henderson 20, 0:2 Lalas 37, 0:3 Kinnear 51, 1:3 Dolguetta 68, 2:3 Dolguetta 80, 3:3 Echenausi 89                                      |
| Czerwone kartki: Rivas 84 / – |

#### Ekwador–Urugwaj
| EKWADOR – URUGWAJ 2:1 (1:0) |
| --- |
| 22 czerwca 1993, Quito, Estadio Atahualpa (widzów 45 tys.)                                                                                         |
| Sędzia: Francisco Lamolina |
| EKWADOR: Espinoza – Montanero, Noriega, Capurro, Muńoz – Carabalí, Carcelén, Aguinaga, Fernández (79 M.Tenorio) – E.Hurtado, Avilés (59 B.Tenorio) |
| URUGWAJ: Siboldi – Sanguinetti, Sánchez, Kanapkis, De los Santos – Moas, Ostolaza, Morán, Saralegui – Guerra, Paz                                  |
| Bramki: 1:0 Avilés 28g, 1:1 Kanapkis 64g, 2:1 Aguinaga 87                                                                                          |

### Grupa B

#### Paragwaj–Chile
| PARAGWAJ – CHILE 1:0 (1:0) |
| --- |
| 18 czerwca 1993, Cuenca, Estadio Alejandro Serrano Aguilar (widzów 20 tys.)                                                            |
| Sędzia: Juan José Torres |
| PARAGWAJ: Chilavert – Barrios, Ramírez, Ayala, Suárez – Sotelo (79 Sanabria), Struway, Gamarra, Monzón – González (62 Torres), Cabañas |
| CHILE: Toledo – Mendoza, Vilches, Miguel Ramírez, Margas – Estay, Lepe (80 Vega), Pizarro, Sierra – Figueroa, Castillo (45 Barrera)    |
| Bramki: 1:0 Cabañas 6 |
| Czerwone kartki: Sanabria 89 / Margas 81                                                                                               |

#### Brazylia–Peru
| BRAZYLIA – PERU 0:0 |
| --- |
| 18 czerwca 1993, Cuenca, Estadio Alejandro Serrano Aguilar (widzów 20 tys.)                                                                                  |
| Sędzia: Arturo Brizio Carter |
| BRAZYLIA: Taffarel – Cafú, Antônio Carlos, Valber, Roberto Carlos – Luisinho (65 Boiadeiro), César Sampaio, Palhinha, Edmundo (65 Zinho) – Müller, Elivelton |
| PERU: Miranda – Charún, Reynoso, José Soto, Olivares – Barco, Del Solar, Carranza, Zegarra (45 Palacios) – Rivera, Maestri (79 González)                     |

#### Paragwaj–Peru
| PARAGWAJ – PERU 1:1 (1:0) |
| --- |
| 21 czerwca 1993, Cuenca, Estadio Alejandro Serrano Aguilar (widzów 20 tys.)                                                              |
| Sędzia: Angel Guevara |
| PARAGWAJ: Chilavert – Barrios, Ramírez, Ayala, Suárez – Sotelo, Struway, Gamarra, Monzón (80 Nunes) – González (75 Torres), Cabańas      |
| PERU: Miranda – Charún (57 Martínez), Reynoso, José Soto, Olivares – Barco, Del Solar, Carranza, Zegarra (57 González) – Rivera, Maestri |
| Bramki: 1:0 Monzón 37, 1:1 Del Solar 77g                                                                                                 |

#### Chile–Brazylia
| CHILE – BRAZYLIA 3:2 (1:1) |
| --- |
| 21 czerwca 1993, Cuenca, Estadio Alejandro Serrano Aguilar (widzów 23 tys.)                                                                             |
| Sędzia: Alfredo Rodas |
| CHILE: Toledo – Mendoza, Vilches, Miguel Ramírez, Guevara – Estay (67 Parraguez), Lepe, Pizarro, Sierra – Figueroa (45 Zambrano), Barrera               |
| BRAZYLIA: Carlos – Cafú, Antônio Carlos, Valber, Roberto Carlos – Boiadeiro, César Sampaio, Palhinha (71 Elivelton), Zinho – Edmundo (45 Viola), Müller |
| Bramki: 1:0 Sierra 15, 1:1 Müller 36, 2:1 Zambrano 51, 2:2 Palhinha 55k, 3:2 Zambrano 59g                                                               |

#### Peru–Chile
| PERU – CHILE 1:0 (1:0) |
| --- |
| 24 czerwca 1993, Cuenca, Estadio Alejandro Serrano Aguilar (widzów 20 tys.)                                                              |
| Sędzia: Juan José Torres |
| PERU: Miranda – Charún, Reynoso, José Soto, Olivares – Barco, Del Solar, Martínez, Zegarra (76 Palacios) – Rivera, Maestri (66 González) |
| CHILE: Toledo – Mendoza, Vilches, Miguel Ramírez, Margas – Estay, Lepe (58 Barrera), Pizarro, Sierra (69 Vega) – Zamorano, Zambrano      |
| Bramki: 1:0 Del Solar 14k |
| Uwaga: w 69 minucie bramkarz peruwiański Miranda obronił rzut karny, którego egzekutorem był Sierra                                      |

#### Brazylia–Paragwaj
| BRAZYLIA – PARAGWAJ 3:0 (1:0) |
| --- |
| 24 czerwca 1993, Cuenca, Estadio Alejandro Serrano Aguilar (widzów 20 tys.)                                                                            |
| Sędzia: Arturo Brizio Carter |
| BRAZYLIA: Zetti – Cafú, Antônio Carlos, Valber, Roberto Carlos – Boiadeiro (70 Luisinho), César Sampaio, Palinha (75 Edilson), Zinho – Edmundo, Müller |
| PARAGWAJ: Chilavert – Duarte, Ramírez, Ayala, Suárez – Nunes, Sotelo (75 Jara), Struway, Gamarra – Monzón (68 González), Cabańas                       |
| Bramki: 1:0 Palhinha 15, 2:0 Edmundo 62, 3:0 Palhinha 72                                                                                               |
| Czerwone kartki: César Sampaio 86 / – |

### Grupa C

#### Kolumbia–Meksyk
| KOLUMBIA – MEKSYK 2:1 (1:0) |
| --- |
| 16 czerwca 1993, Machala, Estadio Nueve de Mayo (widzów 20 tys.)                                                                            |
| Sędzia: Jorge Nieves |
| KOLUMBIA: Córdoba – Herrera, Mendoza, Perea, Osorio – Gómez, Alvarez (80 Lozano), Rincón, Valderrama – Aristizábal, Valencia                |
| MEKSYK: Campos – Gutiérrez, Suárez, J.Ramírez, Herrera – Ambriz, R.Ramírez, García Aspe, Flores (52 Galindo) – Sánchez (45 Alves), L.García |
| Bramki: 1:0 Valencia 35, 1:1 Alves 57, 2:1 Aristizábal 87                                                                                   |

#### Argentyna–Boliwia
| ARGENTYNA – BOLIWIA 1:0 (0:0) |
| --- |
| 17 czerwca 1993, Guayaquil, Estadio Capwell (widzów 16 tys.)                                                                                      |
| Sędzia: Arturo Angeles |
| ARGENTYNA: Goycochea – Craviotto, Ruggeri, Vázquez, Altamirano – Franco (32 Zapata), Redondo, Rodríguez (63 Gorosito) – García, Batistuta, Acosta |
| BOLIWIA: Rojas – J.Peńa, Quinteros, Sandy, Rimba – Borja, Melgar, Etcheverry, Baldivieso, R.Castillo – Moreno (64 A.Peńa)                         |
| Bramki: 1:0 Batistuta 53 |

#### Argentyna–Meksyk
| ARGENTYNA – MEKSYK 1:1 (1:1) |
| --- |
| 20 czerwca 1993, Guayaquil, Estadio Capwell (widzów 16 tys.)                                                                                        |
| Sędzia: Juan Francisco Escobar |
| ARGENTYNA: Goycochea – F.Basualdo, Ruggeri, Vázquez, Craviotto – Simeone, Zapata, Redondo (81 Gorosito), Rodríguez (56 Mancuso) – Batistuta, García |
| MEKSYK: Campos – R.Ramírez, Suárez, J.Ramírez, Herrera – Patińo (72 Hernández), Ambriz, García Aspe, Galindo – Sánchez, Alves                       |
| Bramki: 0:1 Patińo 14, 1:1 Ruggeri 28 |

#### Kolumbia–Boliwia
| KOLUMBIA – BOLIWIA 1:1 (1:1) |
| --- |
| 20 czerwca 1993, Machala, Estadio Nueve de Mayo (widzów 11 tys.)                                                                            |
| Sędzia: Márcio Rezende |
| KOLUMBIA: Córdoba – Herrera, Mendoza, Perea, W.Pérez – Gómez, Alvarez (68 Lozano), Rincón, Valderrama – Aristizábal, Maturana (45 Valencia) |
| BOLIWIA: Rojas – J.Peńa, Quinteros, Sandy – Rimba (52 Soruco), Borja, Melgar, R.Castillo, Baldivieso (45 Cristaldo) – Moreno, Etcheverry    |
| Bramki: 0:1 Etcheverry 14, 1:1 Maturana 18k                                                                                                 |

#### Meksyk–Boliwia
| MEKSYK – BOLIWIA 0:0 |
| --- |
| 23 czerwca 1993, Portoviejo, Estadio Reales Tamarindos (widzów 20 tys.)                                                                      |
| Sędzia: Jorge Nieves |
| MEKSYK: Campos – R.Ramírez, Suárez (65 Gutiérrez), J.Ramírez, Herrera – Patińo, Ambriz, García Aspe, Flores (67 Galindo) – Sánchez, L.García |
| BOLIWIA: Rojas – J.Peńa, Quinteros, Sandy, Cristaldo – Borja, Melgar, R.Castillo (56 Sánchez), Baldivieso – A.Peńa (71 Moreno), Etcheverry   |

#### Argentyna–Kolumbia
| ARGENTYNA – KOLUMBIA 1:1 (1:1) |
| --- |
| 23 czerwca 1993, Guayaquil, Estadio Monumental (widzów 45 tys.)                                                                                            |
| Sędzia: Márcio Rezende |
| ARGENTYNA: Goycochea – F.Basualdo, Ruggeri, Borrelli, Altamirano – Zapata, Simeone, Redondo, Rodríguez (67 Gorosito) – Batistuta (77 Acosta), Medina Bello |
| KOLUMBIA: Córdoba – Herrera, Mendoza, Perea, W.Pérez – Gómez, Alvarez, Rincón, Valderrama (60 Lozano) – Aristizábal (60 García), Valencia                  |
| Bramki: 1:0 Simeone 2, 1:1 Rincón 5 |
| Czerwone kartki: Redondo 49 / Rincón 49 |

### Ćwierćfinały

#### Ekwador–Paragwaj
| EKWADOR – PARAGWAJ 3:0 (2:0) |
| --- |
| 26 czerwca 1993, Quito, Estadio Atahualpa (widzów 45 tys.)                                                                               |
| Sędzia: Márcio Rezende |
| EKWADOR: Mendoza – Montanero, Noriega, Capurro, Muñoz – Carabalí, Carcelén, Aguinaga (Gavica), Fernández (I.Hurtado) – E.Hurtado, Avilés |
| PARAGWAJ: Chilavert – Barrios, Ramírez, Ayala, Suárez – Sotelo (Acuńa), Struway, Sanabria, Monzón (González) – Nunes, Cabañas            |
| Bramki: 1:0 E.Hurtado 33, 2:0 Ramírez 43s, 3:0 Avilés 81                                                                                 |
| Czerwone kartki: – / Struway 51 |
| Uwagi: w 73 minucie paragwajski bramkarz Chilavert obronił rzut karny, który egzekwował Muñoz                                            |

#### Kolumbia–Urugwaj
| KOLUMBIA – URUGWAJ 1:1 (0:0), karne 5:3 |
| --- |
| 26 czerwca 1993, Guayaquil, Estadio Monumental (widzów 10 tys.)                                                                             |
| Sędzia: Juan Francisco Escobar |
| KOLUMBIA: Córdoba – Herrera, Mendoza, Perea, W.Pérez – Gómez (45 Lozano), Alvarez, García, Valderrama – Aristizábal (55 Asprilla), Valencia |
| URUGWAJ: Siboldi – Cabrera, Sánchez, Kanapkis, De los Santos – Moas, Ostolaza, Morán, Saralegui – Guerra (57 Da Silva), Peletti             |
| Bramki: 0:1 Saralegui 63, 1:1 Perea 88 |
| Karne: 1:0 Asprilla, 1:1 Peletti, 2:1 Mendoza, 2:2 Saralegui, 3:2 Valderrama (3:2) Moas (niecelny), 4:2 W.Pérez, 4:3 Siboldi, 5:3 Valencia  |

#### Argentyna–Brazylia
| ARGENTYNA – BRAZYLIA 1:1 (0:1), karne 6:5 |
| --- |
| 27 czerwca 1993, Guayaquil, Estadio Monumental (widzów 25 tys.) |
| Sędzia: Alberto Tejada |
| ARGENTYNA: Goycochea – F.Basualdo, Ruggeri, Borrelli, Altamirano – Zapata, Simeone, J.Basualdo (54 Rodríguez), Gorosito – Batistuta (62 Acosta), Medina Bello                                      |
| BRAZYLIA: Zetti – Cafú, Antônio Carlos, Valber, Roberto Carlos – Boiadeiro, Luisinho, Palhinha (71 Marquinhos), Zinho – Edmundo (71 Almir), Müller                                                 |
| Bramki: 0:1 Müller 37, 1:1 Rodríguez 69g |
| Karne: 0:1 Zinho, 1:1 Gorosito, 1:2 Cafú, 2:2 Simeone, 2:3 Müller, 3:3 Rodríguez, 3:4 Roberto Carlos, 4:4 Acosta, 4:5 Luisinho, 5:5 Medina Bello (5:5) Boiadeiro (obronił Goycochea), 6:5 Borrelli |

#### Meksyk–Peru
| MEKSYK – PERU 4:2 (3:0) |
| --- |
| 27 czerwca 1993, Quito, Estadio Atahualpa (widzów 35 tys.)                                                                                 |
| Sędzia: Iván Guerrero |
| MEKSYK: Campos – R.Ramírez, Suárez, J.Ramírez, Gutiérrez – Patińo (69 Flores), Ambriz, García Aspe, Galindo (68 L.García) – Sánchez, Alves |
| PERU: Miranda – Charún, Reynoso, José Soto, Olivares – Barco, Del Solar, Martínez (45 Palacios), Zegarra – Rivera, Maestri (53 Carty)      |
| Bramki: 1:0 García Aspe 22k, 2:0 Alves 43, 3:0 García Aspe 44, 4:0 Patińo 49, 4:1 Del Solar 55k, 4:2 Reynoso 82                            |

### Półfinały

#### Meksyk–Ekwador
| MEKSYK – EKWADOR 2:0 (1:0) |
| --- |
| 30 czerwca 1993, Quito, Estadio Atahualpa (widzów 45 tys.)                                                                                  |
| Sędzia: Alberto Tejada |
| MEKSYK: Campos – R.Ramírez, Suárez, J.Ramírez, Gutiérrez – Patińo (65 Flores), Ambriz, García Aspe, Galindo (57 Herrera) – Sánchez, Alves   |
| EKWADOR: Espinoza – I.Hurtado, Noriega, Capurro, Muńoz – Carabalí, Carcelén, Aguinaga, Fernández (68 Gavica) – E.Hurtado, Avilés (55 Chalá) |
| Bramki: 1:0 Sánchez 23, 2:0 R.Ramírez 54 |

#### Argentyna–Kolumbia
| ARGENTYNA – KOLUMBIA 0:0, karne 6:5 |
| --- |
| 1 lipca 1993, Guayaquil, Estadio Monumental (widzów 15 tys.) |
| Sędzia: Jorge Nieves |
| ARGENTYNA: Goycochea – F.Basualdo, Ruggeri (45 Cáceres), Borrelli, Altamirano – Zapata (69 Rodríguez), Simeone, Redondo, Gorosito – Batistuta, Acosta                                              |
| KOLUMBIA: Córdoba – Herrera, Mendoza, Perea, W.Pérez – Gómez, Alvarez, Rincón, Valderrama – Aristizábal, Asprilla                                                                                  |
| Karne: 0:1 Rincón, 1:1 Gorosito, 1:2 Asprilla, 2:2 Batistuta, 2:3 Mendoza, 3:3 Simeone, 3:4 W.Pérez, 4:4 Rodríguez, 4:5 Valderrama, 5:5 Acosta (5:5) Aristizábal (obronił Goycochea), 6:5 Borrelli |
| Czerwone kartki: – / Perea 65 |

### O trzecie miejsce

#### Kolumbia–Ekwador
| KOLUMBIA – EKWADOR 1:0 (0:0) |
| --- |
| 3 lipca 1993, Portoviejo, Estadio Reales Tamarindos (widzów 18 tys.)                                                                           |
| Sędzia: Alvaro Arboleda |
| KOLUMBIA: Córdoba – Herrera, Mendoza, Cortés, W.Pérez – Gómez, Alvarez (73 García), Rincón, Valderrama – Aristizábal (45 Valencia), Asprilla   |
| EKWADOR: Espinoza – Montanero, Noriega, Capurro, Muńoz – Carabalí, Carcelén, Aguinaga, Fernández (64 B.Tenorio) – E.Hurtado (61 Chalá), Avilés |
| Bramki: 1:0 Valencia 86 |

### Finał

#### Argentyna–Meksyk
| ARGENTYNA – MEKSYK 2:1 (0:0) |
| --- |
| 4 lipca 1993, Guayaquil, Estadio Monumental (widzów 40 000) |
| Sędzia: Márcio Rezende |
| ARGENTYNA: Goycochea – F.Basualdo, Ruggeri (40 Cáceres), Borrelli, Altamirano – Zapata, Simeone, Redondo, Gorosito (64 Rodríguez) – Batistuta, Acosta                         |
| MEKSYK: Campos – R.Ramírez, Suárez, J.Ramírez, Gutiérrez (79 Flores) – Patińo (46 L.García), Ambriz, García Aspe, Galindo – Sánchez, Alves                                    |
| Bramki: 1:0 Batistuta 63, 1:1 Galindo 67k, 2:1 Batistuta 74 |
| Żółte kartki: F.Basualdo 22 (faul), Gorosito 42 (faul), Acosta 65 (faul), Batistuta 77 (niesp.zach.) – García Aspe 35 (faul), Sánchez 38 (wymuszanie faulu), Suárez 58 (faul) |

## Podsumowanie

### Grupa A
| 15 czerwca |  | Ekwador | 6 | - | 1 (2-0) | Wenezuela |

| 16 czerwca |  | Urugwaj | 1 | - | 0 (0-0) | Stany Zjednoczone |
| 19 czerwca |  | Urugwaj | 2 | - | 2 (1-1) | Wenezuela         |

| 19 czerwca |  | Ekwador | 2 | - | 0 (2-0) | Stany Zjednoczone |

| 22 czerwca |  | Wenezuela | 3 | - | 3 (0-2) | Stany Zjednoczone |
| 22 czerwca |  | Ekwador   | 2 | - | 1 (1-0) | Urugwaj           |

#### Tabela końcowa
Grupa A
| M | Reprezentacja     | L.m. | Zw. | Rem. | Por. | Bramki | R.br. | Pkt |
| 1 | Ekwador           | 3    | 3   | 0    | 0    | 10:2   | +8    | 6   |
| 2 | Urugwaj           | 3    | 1   | 1    | 1    | 4:4    | 0     | 3   |
| 3 | Wenezuela         | 3    | 0   | 2    | 1    | 6:11   | -5    | 2   |
| 4 | Stany Zjednoczone | 3    | 0   | 1    | 2    | 3:6    | -3    | 1   |

### Grupa B
| 18 czerwca |  | Paragwaj | 1 | - | 0 (1-0) | Chile |

| 18 czerwca |  | Brazylia | 0 | - | 0 | Peru |

| 21 czerwca |  | Paragwaj | 1 | - | 1 (1-0) | Peru |

| 21 czerwca |  | Chile | 3 | - | 2 (1-1) | Brazylia |

| 24 czerwca |  | Peru | 1 | - | 0 (1-0) | Chile |

| 24 czerwca |  | Brazylia | 3 | - | 0 (1-0) | Paragwaj |

#### Tabela końcowa
Grupa B
| M | Reprezentacja | L.m. | Zw. | Rem. | Por. | Bramki | R.br. | Pkt |
| 1 | Peru          | 3    | 1   | 2    | 0    | 2:1    | +1    | 4   |
| 2 | Brazylia      | 3    | 1   | 1    | 1    | 5:3    | +2    | 3   |
| 3 | Paragwaj      | 3    | 1   | 1    | 1    | 2:4    | -2    | 3   |
| 4 | Chile         | 3    | 1   | 0    | 2    | 3:4    | -1    | 2   |

### Grupa C
| 16 czerwca |  | Kolumbia | 2 | - | 1 (1-0) | Meksyk |

| 17 czerwca |  | Argentyna | 1 | - | 0 (0-0) | Boliwia |
| 20 czerwca |  | Argentyna | 1 | - | 1 (1-1) | Meksyk  |

| 20 czerwca |  | Kolumbia | 1 | - | 1 (1-1) | Boliwia |

| 23 czerwca |  | Meksyk | 0 | - | 0 | Boliwia |

| 23 czerwca |  | Argentyna | 1 | - | 1 (1-1) | Kolumbia |

#### Tabela końcowa
Grupa C
| M | Reprezentacja | L.m. | Zw. | Rem. | Por. | Bramki | R.br. | Pkt |
| 1 | Kolumbia      | 3    | 1   | 2    | 0    | 4:3    | +1    | 4   |
| 2 | Argentyna     | 3    | 1   | 2    | 0    | 3:2    | +1    | 4   |
| 3 | Meksyk        | 3    | 0   | 2    | 1    | 2:3    | -1    | 2   |
| 4 | Boliwia       | 3    | 0   | 2    | 1    | 1:2    | -1    | 2   |

##### Mała tabela (zespoły, które zajęły trzecie miejsce w grupach)
| M | Reprezentacja | L.m. | Zw. | Rem. | Por. | Bramki | R.br. | Pkt |
| 1 | Paragwaj      | 3    | 1   | 1    | 1    | 2:4    | -2    | 3   |
| 2 | Meksyk        | 3    | 0   | 2    | 1    | 2:3    | -1    | 2   |
| 3 | Wenezuela     | 3    | 0   | 2    | 1    | 6:11   | -5    | 2   |

### Ćwierćfinały
| 26 czerwca |  | Ekwador | 3 | - | 0 (2-0) | Paragwaj |

| 26 czerwca |  | Kolumbia | 1 | - | 1 (1-1, 1-1, 0-0), po dogrywce, karne: 5:3 | Urugwaj |

| 27 czerwca |  | Argentyna | 1 | - | 1 (1-1, 1-1, 0-1), po dogrywce, karne: 6:5 | Brazylia |

| 27 czerwca |  | Meksyk | 4 | - | 2 (3-0) | Peru |

### Półfinały
| 30 czerwca |  | Ekwador | 0 | - | 2 (0-1) | Meksyk |

| 1 lipca |  | Argentyna | 0 | - | 0, po dogrywce, karne: 6:5 | Kolumbia |

### O trzecie miejsce
| 3 lipca |  | Ekwador | 0 | - | 1 (0-0) | Kolumbia |

### Finał
| 4 lipca |  | Argentyna | 2 | - | 1 (0-0) | Meksyk |

Trzydziestym szóstym triumfatorem turnieju Copa América został po raz drugi z rzędu (w sumie czternasty) zespół Argentyny.

### Strzelcy bramek
| Gole   | Piłkarze |
| ------ | --- |
| 4      | Dolguetta |
| 3      | Batistuta Palhinha Avilés, E.Hurtado Del Solar |
| 2      | Müller Zambrano Valencia Aguinaga, Fernández Alves, García Aspe, Patińo Kanapkis, Saralegui |
| 1      | Rodríguez, Ruggeri, Simeone Etcheverry Edmundo Sierra Aristizábal, Maturana, Perea, Rincón Muńoz, Noriega Galindo, R.Ramírez, Sánchez Cabańas, Monzón Reynoso Ostolaza Doyle, Henderson, Kinnear Echenausi, Rivas |
| samob. | Ramírez (dla Ekwadoru) |

### Sędziowie
| Mecze | Sędziowie                                                                                     |
| ----- | --------------------------------------------------------------------------------------------- |
| 4     | Márcio Rezende Alberto Tejada                                                                 |
| 3     | Jorge Nieves                                                                                  |
| 2     | Francisco Lamolina Iván Guerrero Juan José Torres Arturo Brizio Carter Juan Francisco Escobar |
| 1     | Pablo Peña Angel Guevara, Alfredo Rodas Arturo Angeles Alvaro Arboleda                        |